# Virgílio Azevedo
Virgílio Azevedo (Barreiro, 1 de Maio de 1955 - 15 de Junho de 2004), foi um político português, tendo sido um destacado membro do Partido Comunista.

## Biografia

### Primeiros anos
Nasceu no Bairro das Palmeiras, no Barreiro, em 1 Maio de 1955. Estudou na Escola Primária da Companhia União Fabril, e depois na Escola Industrial e Comercial Alfredo da Silva, onde mostrou desde logo a sua tendência para o activismo político, como parte dos movimentos de estudantes. Aos 16 anos, aderiu à Comissão de Jovens Antifascistas do Barreiro.

### Carreira profissional e política
Começou a trabalhar ainda durante a juventude, como operário metalúrgico na unidade do Barreiro da Companhia União Fabril, onde esteve entre 1972 e 1973. Posteriormente, também trabalhou na companhia dos Telefones de Lisboa e Porto, durante um curto período. Começou o seu activismo político ainda no âmbito das Eleições legislativas portuguesas de 1969, e como parte da Comissão Cultural do Luso Futebol Clube.
Integrou-se no Partido Comunista em 1972, tendo entrado na clandestinidade, durante a qual fez vários trabalhos para o partido. Também manteve vários contactos com o estrangeiro, principalmente na Itália, onde esteve em diversos Festivais de Juventude Democrática. Durante esse período, foi perseguido pela polícia política. Durante esse período trabalhou numa tipografia improvisada na casa dos seus pais, onde produzia vários documentos, que em Lisboa era passados pela sua futura mulher, Luísa Azevedo. Contou igualmente com o apoio dos seus amigos e familiares na distribuição dos jornais do Avante!, e dos documentos para os trabalhadores fabris. Em 1973, colaborou na produção das teses que iriam ser apresentadas em Berlim, sobre a juventude e o combate à ditadura, e fez parte do Comité Nacional Preparatório para o 10.º Festival Mundial da Juventude e dos Estudantes.
Em 1974 integrou-se nos quadros do partido, e até 1977 trabalhou principalmente na organização de movimentos juvenis, tendo sido dirigente nacional do Movimento da Juventude Trabalhadora e da União da Juventude Comunista. Nesse ano começou a trabalhar para a Organização Regional de  Setúbal do partido, e em 1980 passou a fazer parte da direcção daquele órgão, como parte do executivo e secretariado. Fez parte do Comité Central do partido desde 1983, e do Secretariado desde 1996. Esteve à frente da Comissão Concelhia do Barreiro daquele partido, e foi responsável pela organização da Festa do Avante! desde 1997 até ao ano do seu falecimento.

### Falecimento
Faleceu em 15 de Junho de 2004, aos 49 anos de idade. O corpo ficou na Capela da Misericórdia do Barreiro, tendo depois seguido para o Cemitério do Alto de São João, na cidade de Lisboa. O funeral contou com a presença de várias centenas de membros do Partido Comunista Português, incluindo o secretário-geral, Carlos Carvalhas, que proferiu um discurso em sua homenagem.

## Homenagens
No dia do seu falecimento, o Partido Comunista Português emitiu uma nota de pesar, onde realçou os seus esforços na luta pela democracia e pelo socialismo em Portugal. Em 2008, foi condecorado, a título póstumo, com o prémio Barreiro Reconhecido, na área da Resistência  Anti-Fascista, Democracia, Cidadania e Luta pela Liberdade.